# Langenbrunn (Beuron)
Langenbrunn ist ein Ortsteil von Beuron, liegt an der jungen Donau und hat rund 60 Einwohner.

## Lage
Langenbrunn liegt im Naturpark Obere Donau. Die Bahnstrecke Tuttlingen–Inzigkofen und die Landesstraße 277 führen durch den Ort.

## Geschichte

Schloss Werenwag über Langenbrunn mit Hausen im Tal im Hintergrund – Postkarte mit Stempel vom 22. November 1942

Im 11. Jahrhundert entstand Langenbrunn als Lehen der „Herren von der Fürstenburg“. Bis 1805 stand es unter der Herrschaft Werenwag. Danach kam es zu Hohenzollern-Sigmaringen und dort zum hohenzollerischen Obervogteiamt Beuron. Das Obervogteiamt Beuron ging 1830 im Oberamt Wald auf, dieses wiederum 1862 im Oberamt Sigmaringen, das seit 1850 zu den preußischen Hohenzollerischen Landen gehörte. 1973 kam es zur Gemeinde Beuron und zum Landkreis Sigmaringen.

## Heutige Situation

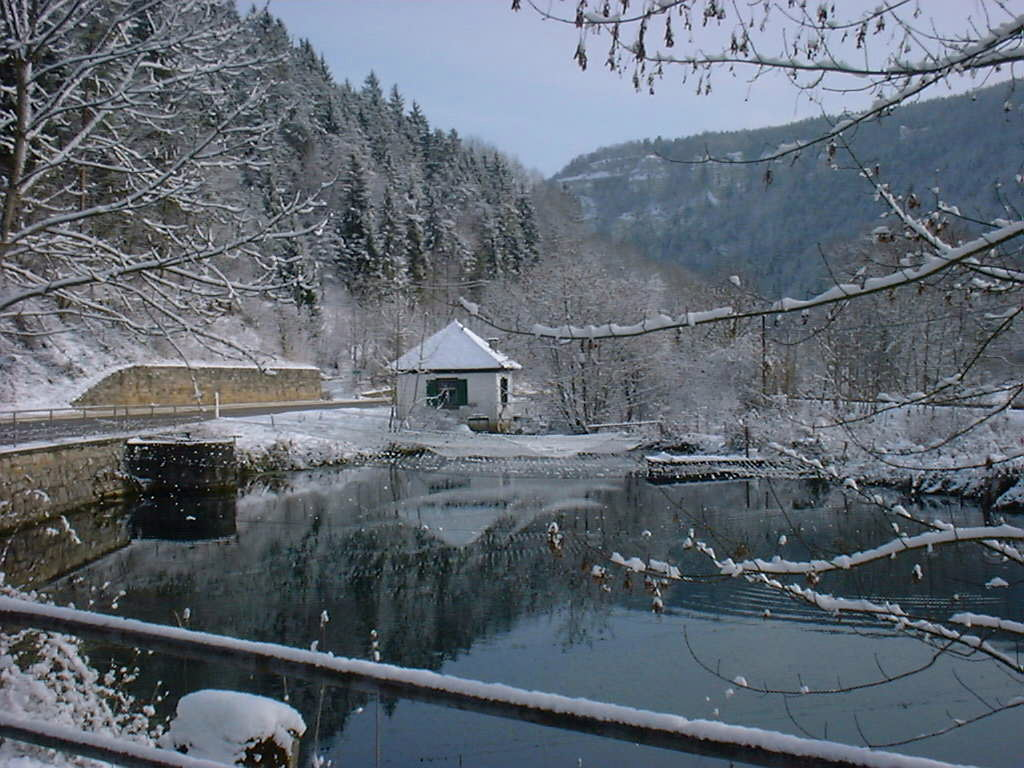
Pumpenhaus mit Weiher zur Wasserversorgung von Schloss Werenwag

Heute hat Langenbrunn rund 50 Einwohner. Langenbrunn ist landwirtschaftlich geprägt. Viele Einwohner betrieben bis Ende des 20. Jahrhunderts zumindest eine Nebenerwerbslandwirtschaft. Mittlerweile gibt es nur noch einen landwirtschaftlichen Betrieb, welcher u. a. Milchviehhaltung und eine Biogasanlage betreibt.
Das Pumpwerk Langenbrunn ist eine der beiden Pumpstationen des Wasserversorgungsverbands rechts der Donau. Das Wasser kommt aus dem Großschmiedebrunnen und dem Langenbrunner Brunnen. Das Karstwasser sammelt sich in den Kalkschichten des Oberen Jura. Verteilt wird das Wasser bis zum Ablachtal hin zwischen Neuhausen im Westen und Vilsingen im Osten.
Eine weitere kleine private Pumpstation (48° 4′ 24″ N, 9° 0′ 43″ O) versorgt das Schloss Werenwag mit Trinkwasser. Das ehemals mit einer Ölmühle verbundene Häuschen ist der Rest der Mitte des 20. Jahrhunderts abgebrochenen Mühle. Bis in das Jahr 2000 wurde die alte Pumpe mit Hilfe der Wasserkraft des im Weiher aufgestauten Überreichs (überlaufendes Wasser) verschiedener Quellen und des Großschmiedebrunnenbaches betrieben, um Quellwasser in die 200 m höher liegende Burg zu pumpen. Mittlerweile ist die Pumpenanlage jedoch elektrifiziert.

## Touristische Erschließung

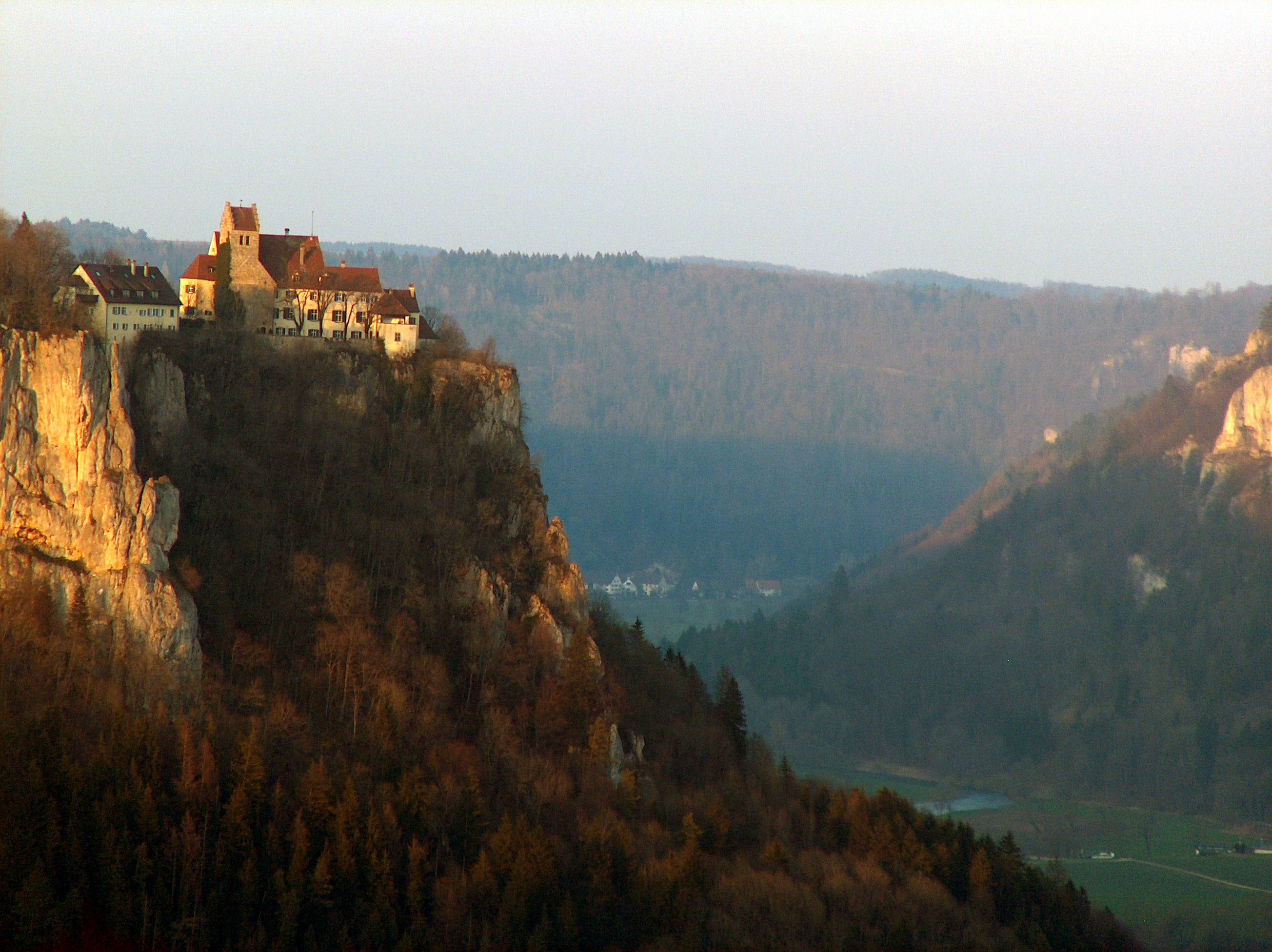
Schloss Werenwag

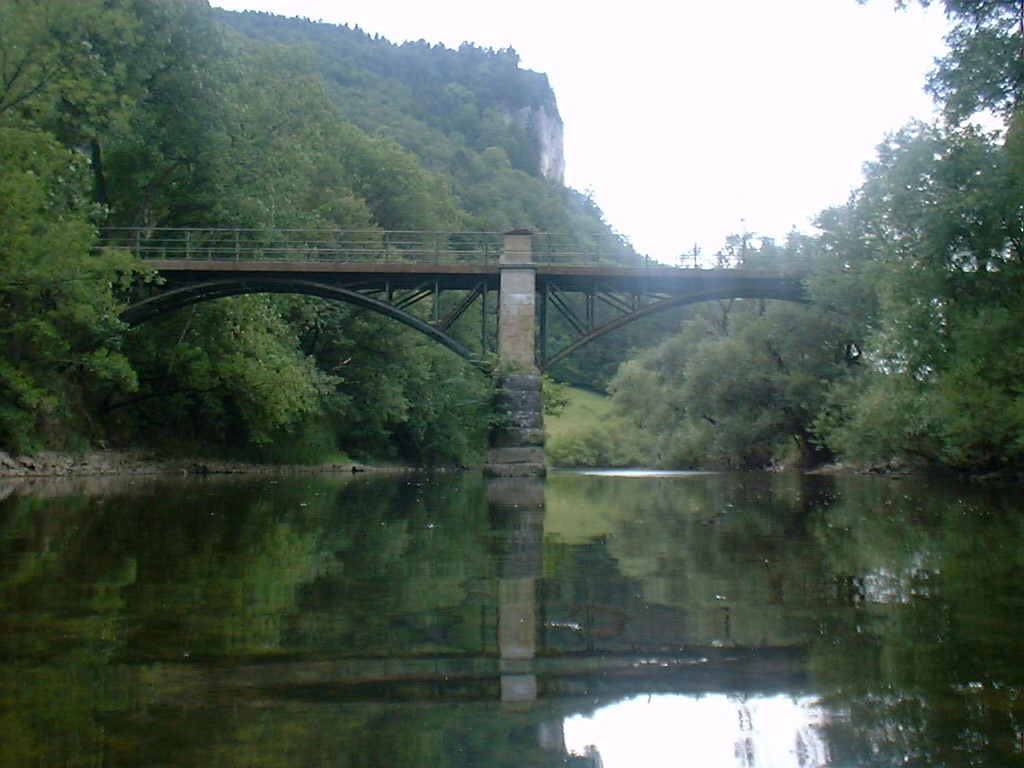
Alte Bogenbrücke bei Langenbrunn

Seit Ende des 20. Jahrhunderts wird das Donautal immer mehr touristisch erschlossen. Auch in Langenbrunn werden Ferienwohnungen und Urlaub auf dem Bauernhof angeboten. Die Lage des Ortes ist gut geeignet als Ausgangspunkt für Wanderungen und Fahrradtouren. Unterhalb der Werenwag befindet sich mit dem Schreyfels ein beliebtes Ziel für Kletterer.
Von 1958 bis 2018 betrieb das Deutsche Rote Kreuz (DRK-Kreisverband Zollernalb) eine Rettungsstation der Bergwacht in Langenbrunn. Von hier aus war bei Unfällen während der Sommermonate Hilfe für Kletterer, Wanderer und Radfahrer möglich. Nachdem der ehrenamtliche Betrieb nicht mehr aufrechterhalten werden konnte, wurde die Rettungsstation aufgegeben. Die Bergrettung wird nun durch die Bergwacht in Dietfurt gewährleistet. Das Gebäude wurde 2020 an die Sektion Stuttgart des Deutschen Alpenvereins verkauft und soll nach umfangreichen Sanierungsarbeiten ab 2023 als kleine Selbstversorgerhütte für Familien und Jugend des DAV dienen.

## Sehenswürdigkeiten
- Direkt oberhalb Langenbrunns befindet sich das Schloss Werenwag.
- Außerdem war die zweigelenkige Bogenbrücke Langenbrunns über die Donau bekannt. Diese wurde allerdings im Jahr 2005 durch eine Betonkonstruktion ersetzt. Die alte Brücke zu erhalten, war aufgrund zu hoher Kosten nicht möglich. Die alte Brücke hatte außerdem nur eine Tragkraft von 7 Tonnen. Landwirtschaftliche Maschinen, wie sie im Donautal neuerdings eingesetzt werden, haben allerdings ein vielfaches Gewicht und beschädigten die alte Brücke derart, dass sie durch eine tragfähigere ersetzt werden musste. Laut den Berichten von Einheimischen wurde das nördliche Fundament der Brücke im Frühjahr 1945 durch eine Fliegerbombe getroffen, sodass der nördliche Bogen in die Donau stürzte. Durch Errichtung eines neuen Fundaments wurde die Brücke jedoch in den ersten Nachkriegsjahren wieder repariert.
- Die St. Walburgakapelle in Langenbrunn ist ein spätbarockes Kirchlein mit dreiteiliger Fassade. Ihre Restaurierung wurde 2004 abgeschlossen.